# Le Prince noir
Pour les articles homonymes, voir Prince noir.
Le Prince noir (titre original : Dark Prince) est un roman de fantasy écrit par l'auteur britannique David Gemmel, paru en 1991 en Angleterre et en 2002 en France. Ce roman est le troisième volume du cycle Le Lion de Macédoine qui comporte quatre tomes. Il fait suite à La Mort des nations.